# Hmarivka, Zinkiv
Hmarivka (în ucraineană Хмарівка) este un sat în orașul raional Zinkiv din regiunea Poltava, Ucraina.

## Demografie
Componența lingvistică a localității Hmarivka
     Ucraineană (97,33%)
     Rusă (2,67%)
Conform recensământului din 2001, majoritatea populației localității Hmarivka era vorbitoare de ucraineană (97,33%), existând în minoritate și vorbitori de rusă (2,67%).